# Miss Grand International 2024
Miss Grand International 2024 est la 12e édition du concours Miss Grand International,, qui s’est tenu au MGI Hall, Bravo BKK Mall, le 25 octobre 2024 à Bangkok, en Thaïlande, avec quelques activités au Cambodge,.
À la fin concours, la Péruvienne Luciana Fuster, Miss Grand International 2023 a couronné sa successeur l’Indienne Rachel Gupta. Il s’agit de la première victoire du pays dans le concours. En mai 2025, il est annoncé que Rachel Gupta n'assumerait plus le rôle de Miss Grand International 2024 suite à des différends avec l'organisation Miss Grand International. Christine Juliane Opiaza, Miss Grand Philippines, et première dauphine reprend le titre de Miss Grand International 2024.
Des nouvelles Dauphines ont êtes couronnées 

## Organisation du concours
Lieu et date
En juin 2022, le président du concours, Nawat Itsaragrisil, a déclaré que le pays hôte de Miss Grand International 2025 était déjà décidé, mais ne pouvait pas être révélé pour le moment en raison d'un accord contractuel, tandis que le pays hôte de l'édition 2024 était en cours de négociation.
L'accord mutuel entre le pays hôte de 2024, la Birmanie, et le Miss Grand International PCL a été conclu en juillet 2022 avec le protocole d'accord entre l'organisateur local du Myanmar, Glamorous International, et le MGI PCL, signé au début de 2023, au MGI Hall, à Bangkok en Thaïlande. L’annonce a été faite lors de la grande finale de Miss Grand International 2023 le 25 octobre 2023 cependant, Miss Grand International Organization a annoncé le 22 mai 2024 que la Birmanie n'était plus le pays hôte du concours en raison de la crise politique intérieure. Le Cambodge et la Thaïlande ont été élus comme remplaçants.
Un seul des principaux événements du concours, ainsi que le concours du meilleur maillot de bain, sont prévus à Phnom Penh au Cambodge, tandis que les sous-concours restants, y compris le concours de costumes nationaux, le tour préliminaire et le couronnement de la grande finale, auront lieu au MGI Hall à Bangkok, en Thaïlande.
Sélection des participantes
Trois déléguées, le Canada, l'Égypte et le Portugal, ont remporté leurs titres en tant que titre supplémentaire lors d'un concours national. Vingt-sept déléguées, l'Albanie, l'Argentine, le Bangladesh, la Bolivie, le Chili, le Costa Rica, la Côte d'Ivoire, Cuba, Curaçao, la République dominicaine, l'Équateur, le Salvador, Gibraltar, le Groenland, Hong Kong, le Kosovo, la Lettonie, le Mexique, le Nicaragua, le Pakistan, le Paraguay, la Russie, la Corée du Sud, Taïwan, l'Ukraine, le Royaume-Uni et le Venezuela, ont été nommées sans participer à un concours national en 2024.
Débuts, retours et retraits
Cette édition marquera les débuts du Groenland. Cette édition voit les retours du Cameroun et de la Côte d'Ivoire qui ont participé pour la dernière fois en 2014. La Lituanie en 2017. La Nouvelle-Zélande, la Norvège et la Tanzanie en 2018. L'Estonie, la Lettonie et Macao en 2019. La Finlande en 2020. L'Arménie et la Suède en 2021, et le Bangladesh, la Chine, Curaçao, le Pakistan et le Portugal ont concouru pour la dernière fois en 2022.

## Résultats
| Résultats                     | Candidates |
| ----------------------------- | --- |
| Miss Grand International 2024 | - 🇵🇭Philippines-Christine Juliane Opiaza(Assumé) - 🇮🇳Inde-Rachel Gupta(Démission) |
| 1re dauphine                  | - 🇧🇷Brésil-Talita Hartman - 🇵🇭Philippines-Christine Juliane Opiaza (Assume le titre de Miss Grand International 2024) |
| 2e dauphine                   | 🇬🇧 Royaume Uni- Amy Virana Berry (Assumé) 🇲🇲Myanmar- Thae Su Nyein (Démission) |
| 3e dauphine                   | - 🇪🇸Espagne-Susana Medina (Assumé) - 🇫🇷France-Safiétou Kabengele (Démission) |
| 4e dauphine                   | - 🇩🇴 République Dominicaine-Maria Félix (Assumé) - 🇧🇷 Brésil-Talita Hartman(1ère Dauphine) |
| Top 10 ( 5e dauphines)        | - Indonésie - Nova Liana - Pérou - Arlette Rujel - 🇨🇼 Curaçao - Akisha Albert (Assumé) - 🇨🇴 Colombie - Maria Angelica Valero (Assumé) - 🇲🇾 Malaisie - Melisha Lin (Assumé)                                                  |
| Top 20                        | - Guatemala - Cristina Gonzalo - Îles Vierges des États-Unis - Samantha Keaton - Japon - Luma Naomi Shigemitsu - Mexique - Tania Estrada - Paraguay - Sharon Capó - Salvador - Giulia Zanoni - Thaïlande - Malin Chara-anan |

## Candidates
| Pays / Territoire représenté | Candidates               | Âge    | Résidence            |
| ---------------------------- | ------------------------ | ------ | -------------------- |
| Afrique du Sud               | Sharne Dheochand         | 21 ans | Newcastle            |
| Albanie                      | Elsa Alijaj              | 23 ans | Laç                  |
| Angola                       | Nacira Amaral            | 20 ans | Dombe Grande         |
| Argentine                    | Ale Morales              | 27 ans | Córdoba              |
| Arménie                      | Haykanush Mkrtchyan      | 23 ans | Erevan               |
| Australie                    | Paitin Powell            | 25 ans | Île Whitsunday       |
| Bangladesh                   | Jessia Islam             | 25 ans | Dacca                |
| Belgique                     | Jennifer Louise          | 23 ans | Heuvelland           |
| Birmanie                     | Thae Su Nyein            | 18 ans | Rangoun              |
| Bolivie                      | Carolina Granier         | 26 ans | La Paz               |
| Brésil                       | Talita Hartman           | 27 ans | São Vicente do Sul   |
| Cambodge                     | Sotheary Bee             | 26 ans | Phnom Penh           |
| Cameroun                     | Sharlynn Acha            | 21 ans | Tiko                 |
| Canada                       | Alivia Croal             | 22 ans | Selwyn               |
| Chili                        | Gabriella Alvez          | 26 ans | Temuco               |
| Chine                        | Zhongyi Sun              | 24 ans | Guilin               |
| Colombie                     | Maria Angelica Valero    | -      | Cúcuta               |
| Corée du Sud                 | Yuhyun Chong             | 27 ans | Séoul                |
| Costa Rica                   | Macarena Chamberlain     | 19 ans | Escazú               |
| Côte d'Ivoire                | Aya Kadjo                | 28 ans | Yamoussoukro         |
| Cuba                         | Lourdes Feliu            | 23 ans | La Lisa              |
| Curaçao                      | Akisha Albert            | 29 ans | Willemstad           |
| Danemark                     | Cecilia Presmann         | 23 ans | Copenhague           |
| Égypte                       | Zaina Emara              | 29 ans | Le Caire             |
| Espagne                      | Susana Medina            | 25 ans | Telde                |
| Équateur                     | María José Vera          | 25 ans | Valencia             |
| États-Unis                   | Cora Griffen             | 28 ans | Columbus             |
| France                       | Safiétou Kabengele       | 26 ans | Le Val d'Hazey       |
| Gibraltar                    | Faith Torres             | 23 ans | Gibraltar            |
| Groenland                    | Naja Marosi              | 26 ans | Nuuk                 |
| Guatemala                    | Cristina Gonzalo         | 20 ans | Antigua Guatemala    |
| Haïti                        | Shaika Lorvengie Cadet   | 25 ans | Port-au-Prince       |
| Honduras                     | Yariela Garcia           | 27 ans | Tegucigalpa          |
| Hong Kong                    | Kaylie Ahana             | 27 ans | Hong Kong            |
| Îles Vierges des États-Unis  | Samantha Keaton          | 23 ans | Charlotte-Amélie     |
| Inde                         | Rachel Gupta             | 20 ans | Jalandhar            |
| Indonésie                    | Nova Liana               | 23 ans | Empat Lawang         |
| Italie                       | Micaela Vietto           | 29 ans | Farigliano           |
| Japon                        | Luna Naomi               | 21 ans | Aichi                |
| Kosovo                       | Engjellushe Zhuniqi      | 26 ans | Pristina             |
| Laos                         | Pimai Vongsomphou        | 28 ans | Paksong              |
| Lettonie                     | Sabina Saharova          | 29 ans | Riga                 |
| Macao                        | Zhang Jingyue            | -      | Freguesia            |
| Malaisie                     | Melisha Lin              | 26 ans | Grottes de Batu      |
| Mexique                      | Tania Estrada Quezada    | 28 ans | Vicente Guerrero     |
| Népal                        | Prema Lamgade            | 24 ans | Siddharthanagar      |
| Nicaragua                    | Isabella Salgado         | 28 ans | Chinandega           |
| Nigeria                      | Roseline Orji            | 22 ans | Lagos                |
| Norvège                      | Madeleine Anna Malmberg  | 20 ans | Fredrikstad          |
| Nouvelle-Zélande             | Alyssa Roberts           | 21 ans | Auckland             |
| Pakistan                     | Roma Michael             | 29 ans | Lahore               |
| Panama                       | Yanelys Aidée Bergantiño | 22 ans | Guararé              |
| Paraguay                     | Sharon Capó Nara         | 24 ans | Pedro Juan Caballero |
| Pays-Bas                     | Ashley Brown             | 20 ans | Amsterdam            |
| Pérou                        | Arlette Rujel            | 25 ans | Callao               |
| Philippines                  | Christine Juliane Opiaza | 26 ans | Castillejos          |
| Porto Rico                   | Mariangie Alicea         | 26 ans | Juana Díaz           |
| Portugal                     | Ines Perestrello         | 28 ans | Palmela              |
| République dominicaine       | Maria Felix              | 24 ans | Saint-Domingue       |
| République tchèque           | Veronica Biasiol         | 25 ans | Prague               |
| Royaume-Uni                  | Amy Viranya Berry        | 26 ans | Grimsby              |
| Russie                       | Renata Nadrshiba         | 23 ans | Oufa                 |
| Salvador                     | Giulia Zanoni            | 20 ans | San Salvador         |
| Singapour                    | Anisah Rahmat            | 22 ans | Singapour            |
| Suisse                       | Dalia Kramer             | 28 ans | Zurich               |
| Taïwan                       | Yuhan Chen               | 25 ans | Taipei               |
| Tanzanie                     | Fatma Suleiman           | 23 ans | Kinondoni            |
| Thaïlande                    | Malin Chara-Anan         | 28 ans | Phuket               |
| Trinité-et-Tobago            | Kristina Jamas           | 25 ans | Tunapuna             |
| Ukraine                      | Kateryna Bilyk           | 28 ans | Bohouslav            |
| Venezuela                    | Anna Blanco              | 24 ans | Caracas              |
| Viêt Nam                     | Võ Lê Qué Anh            | 23 ans | Quảng Nam            |